# Frouzins
Frouzins este o comună în departamentul Haute-Garonne din sudul Franței. În 2009 avea o populație de 7.585 de locuitori.

## Evoluția populației
| An        | 1975  | 1982  | 1990  | 1999  | 2006  | 2009  |
| --------- | ----- | ----- | ----- | ----- | ----- | ----- |
| Populație | 2.155 | 3.194 | 3.941 | 5.936 | 6.624 | 7.585 |